# Josh Langfeld
Joshua Adam „Josh“ Langfeld (* 17. Juli 1977 in Fridley, Minnesota) ist ein ehemaliger US-amerikanischer Eishockeyspieler, der im Verlauf seiner aktiven Karriere zwischen 1997 und 2011 unter anderem 144 Spiele für die Ottawa Senators, San Jose Sharks, Boston Bruins, Detroit Red Wings und Nashville Predators in der National Hockey League (NHL) auf der Position des rechten Flügelstürmers bestritten hat. Darüber hinaus absolvierte Langfeld annähernd 350 weitere Partien in der American Hockey League (AHL) und stand zwei Spielzeiten bei den Frankfurt Lions aus der Deutschen Eishockey Liga (DEL) unter Vertrag.

## Karriere
Langfeld begann seine Karriere im unterklassigen Juniorenbereich, ehe er 1996 in die United States Hockey League zu den Lincoln Stars wechselte. Mit 58 Scorerpunkten in 38 Spielen empfahl sich der Flügelstürmer für die National Hockey League (NHL) und wurde schließlich beim NHL Entry Draft 1997 in der dritten Runde an 66. Position von den Ottawa Senators ausgewählt. Für die folgenden vier Jahre spielte der Rechtsschütze allerdings für das Team der University of Michigan, mit dem er 1998 die Meisterschaft der National Collegiate Athletic Association (NCAA) und damit den wichtigsten Titel im Collegesport gewann. Langfeld erzielte im Finale das entscheidende Tor und wurde ins NCAA All-Tournament-Team gewählt.
Zur Saison 2001/02 wechselte der Kanadier zu den Grand Rapids Griffins, die damals als Farmteam der Ottawa Senators fungierten und in der American Hockey League (AHL) beheimatet waren. Der Angreifer absolvierte eine solide Saison und durfte sogar für ein Spiel in der NHL aufs Eis. In den Spielzeiten 2002/03 und 2003/04 bekam Langfeld mehr Einsätze in der NHL, konnte sich aber nicht durchsetzen und spielte deshalb weiter in der AHL, diesmal bei den Binghamton Senators, dem neuen Kooperationspartner der Senators. Das Spieljahr 2004/05 war seine beste Saison in der AHL, trotzdem wurde der Vertrag des Stürmers bei den Senators nicht verlängert und er wechselte als Free Agent zu den San Jose Sharks, für die er 39-mal zum Einsatz kam. Noch während der Saison wurde der US-Amerikaner über die Waiver-Liste von Boston Bruins ausgewählt, die seinen Vertrag nach der Saison aber nicht verlängerten. Im Sommer 2006 erhielt Langfeld einen Vertrag bei den Detroit Red Wings, allerdings schaffte er es hier anfangs nicht in den NHL-Kader und begann die Saison 2006/07 bei den Grand Rapids Griffins in der AHL, die mittlerweile als Farmteam der Red Wings fungierten. Aufgrund von Verletzungsproblem bei den Red Wings wurde der Angreifer während der Saison jedoch häufig in den NHL-Kader berufen und kam so zu 33 Einsätzen.
Nach der Saison wurde Langfelds Vertrag in Detroit abermals nicht verlängert und er wechselte – erneut als Free Agent – zu den Nashville Predators, die ihn jedoch zu ihrem Kooperationspartner, den Milwaukee Admirals, in die AHL schickten. Nachdem der Kanadier am Ende der Saison 2007/08 keinen neuen Vertrag in der NHL erhalten hatte, wechselte er für zwei Spielzeiten zu den Frankfurt Lions in die Deutsche Eishockey Liga (DEL). Bei den Lions avancierte Langfeld zum besten Torschützen mit 21 Toren und gab zudem 16 Vorlagen. Im Sommer 2010 – nach der Insolvenz der Lions – war Langfeld zunächst vereinslos. Anfang September desselben Jahres wurde er vom HC Plzeň 1929 aus der tschechischen Extraliga verpflichtet, wo er jedoch nicht überzeugen konnte. Im November absolvierte der Stürmer daraufhin ein einwöchiges Probetraining beim EC VSV in der österreichischen Erste Bank Eishockey Liga (EBEL) und wurde anschließend bis zum Saisonende unter Vertrag genommen. Danach beendete der 34-Jährige im Sommer 2011 seine aktive Karriere.

## Erfolge und Auszeichnungen
- 1997 Clark-Cup-Gewinn mit den Lincoln Stars
- 1998 NCAA-Division-I-Championship mit der University of Michigan
- 1998 NCAA All-Tournament-Team
- 2000 Mason-Cup-Gewinn mit der University of Michigan

## Karrierestatistik
(Legende zur Spielerstatistik: Sp oder GP = absolvierte Spiele; T oder G = erzielte Tore; V oder A = erzielte Assists; Pkt oder Pts = erzielte Scorerpunkte; SM oder PIM = erhaltene Strafminuten; +/− = Plus/Minus-Bilanz; PP = erzielte Überzahltore; SH = erzielte Unterzahltore; GW = erzielte Siegtore; 1 Play-downs/Relegation; Kursiv: Statistik nicht vollständig)